# Distretto di Šiška
Il distretto di Šiška (in sloveno Četrtna skupnost Šiška, pronuncia [ˈʃiːʃka]) o semplicemente Šiška è uno dei 17 distretti (mestna četrt) della città di Lubiana, risulta essere il distretto più popoloso della città, lo stagno di Koseze si trova in questo distretto.